# 20527 Dajowestrich
A 20527 Dajowestrich (ideiglenes jelöléssel 1999 RO48) a Naprendszer kisbolygóövében található aszteroida. A LINEAR projekt keretében fedezték fel 1999. szeptember 7-én.